# فرانثيسكو خوسيه جان بامبولس
فرانثيسكو خوسيه جان بامبولس (فيغيراس، جيرونا، 25 أبريل 1958) هو عسكري ورياضي وسياسي إسباني. تشمل خبرته العديد من المناصب الوطنية والدولية، بالإضافة إلى مشاركته في أنشطة مدنية ورياضية وأكاديمية.

## المسيرة العسكرية
انضم جان بامبولس إلى الأكاديمية العامة العسكرية في سرقسطة عام 1975 كجزء من الدورة الخامسة والثلاثين. واصل تدريبه لاحقًا في اكاديمية المشاة في توليدو، وحصل على رتبة ملازم عام 1980.
تدرج في الرتب العسكرية حتى وصل إلى رتبة فريق أول عام 2016. من بين ابرز مهامه العسكرية خدمته في وحدات جبلية مثل كتيبة صيادي الجبال العالية (غرافيلاينس) رقم 25 و فوج ( بلد الوليد ) رقم 65. كما شغل مناصب استراتيجية في هيئة أركان الجيش وفي قيادة المفتشية العامة للجيش.

## المهام الدولية
شغل فرانثيسكو خوسيه جان بامبولس أدوارًا رئيسية في مهام حفظ السلام الدولية:
- البوسنة والهرسك (1995-1996): رئيس العمليات في الأمم المتحدة وحلف الناتو .
- كوسوفو (2000-2001): رئيس هيئة الأركان العملياتية في بعثة الناتو.
- أفغانستان (2007): قاد فريق إعادة الإعمار الإقليمي في كالا-إي-ناو، وساهم في تعزيز الاستقرار الإقليمي.

## المناصب البارزة
من بين أهم المناصب التي شغلها:
- مدير الأكاديمية العامة العسكرية (2009-2013).
- مدير مركز استخبارات القوات المسلحة (2013-2016).
- رئيس مقر القوات البرية ذات الجاهزية العالية (2017-2020).

## التكريمات
حصل جان بامبولس على العديد من الأوسمة، منها:
- الصليب الأكبر للاستحقاق العسكري
- الصليب الأكبر لوسام استحقاق الحرس المدني
- الوسام الملكي والعسكري لسان هيرمينغيلدو

بالإضافة إلى العديد من التكريمات الأخرى.

## الأنشطة المدنية

### التعليم الأكاديمي
حصل على درجة البكالوريوس في العلوم السياسية وعلم الاجتماع من جامعة التعليم عن بعد (UNED)، وتم منحه درجة الدكتوراه الفخرية من الجامعة الكاثوليكية في فالنسيا عام 2024. 
تسلق الجبال
يُعد جان بامبولس من المتسلقين البارزين، حيث حقق إنجازًا فريدًا ببلوغ ( القمم الثلاث للأرض ):
- جبل إيفرست (1992)
- القطب الجنوبي الجغرافي(1995)
- القطب الشمالي الجغرافي (1999)

وكان أول إسباني يحقق هذا الإنجاز. كما تسلق قمم بارزة أخرى مثل أكونكاجوا و كليمنجارو.
الكتب والمحاضرات
هو مؤلف كتاب فن القيادة الجيدة ، الذي يركز على أساليب القيادة والإدارة. كما قدم محاضرات حول الاستراتيجية وإدارة الأزمات في منتديات دولية مختلفة.

## التعيين عام 2024
في نوفمبر 2024،  عُيَّن نائب رئيس حكومة فالنسيا لشؤون التعافي الاقتصادي والاجتماعي، وهو منصب تم إنشاؤه خصيصًا له. وتتمثل مهمته الأساسية في تنسيق جهود إعادة الإعمار بعد عاصفة DANA التي ضربت المنطقة.
1. 1 2   https://www.etnor.org/individuo/teniente-general-francisco-gan-pampols/. {{استشهاد ويب}}: |url= بحاجة لعنوان (مساعدة) والوسيط |title= غير موجود أو فارغ (من ويكي بيانات) (مساعدة)